# Fernando Gaviria
 Fernando Gaviria Rendón (* 19. August 1994 in La Ceja) ist ein kolumbianischer Radsportler, der auf Bahn und Straße aktiv ist. Er ist zweimaliger Bahnweltmeister im Omnium und Sieger des Klassikers Paris–Tours. Auf der Straße ist er vor allem als Sprinter erfolgreich.

## Sportliche Karriere
2012 errang Fernando Gaviria zwei Titel als Junioren-Weltmeister, im Omnium sowie im Zweier-Mannschaftsfahren (mit Jordan Parra). Im selben Jahr wurde er kolumbianischer Junioren-Meister im Einzelzeitfahren. 2013 errang er bei den Panamerikanischen Radsportmeisterschaften Gold im Omnium und Silber in der Mannschaftsverfolgung. Bei den Juegos Bolivarianos gewann er das Straßenrennen.
Bei den Südamerikaspielen 2014 und den Zentralamerika- und Karibikspielen siegte Gaviria jeweils im Omnium und bei den Panamerikanischen Straßenmeisterschaften im Straßenrennen (U23). Bei den Zentralamerika- und Karibikspielen errang er zudem die Silbermedaille im Einzelzeitfahren und wurde Vierter im Straßenrennen. Beim zweiten Lauf des Bahnrad-Weltcups in London entschied er das Omnium für sich.
Zu Beginn des Jahres 2015 gewann er im Sprint vor Mark Cavendish die beiden ersten Etappen der Tour de San Luis, wo er für die kolumbianische Nationalmannschaft am Start war. Bei den UCI-Bahn-Weltmeisterschaften 2015 errang er den Titel des Weltmeisters im Omnium, den er 2016 verteidigen konnte.
2016 wurde Gaviria zum Start im Omnium auf der Bahn bei den Olympischen Spielen in Rio de Janeiro nominiert. Nachdem er als amtierender Weltmeister dort nur einen für ihn enttäuschenden vierten Platz belegt hatte, kündigte er an, sich vom Bahnradsport zu verabschieden und sich künftig auf den Straßenradsport zu konzentrieren.
Ab 2016 errang Gaviria auch zunehmend Erfolge auf der Straße: Er gewann das Eintagesrennen Primus Classic Impanis-Van Petegem und nach einem langen Sprint von 600 Metern den Klassiker Paris–Tours. Außerdem entschied er u. a. eine Etappe von Tirreno–Adriatico sowie zwei Etappen der Tour de Pologne für sich. Im Frühjahr 2017 siegte er u. a. bei einer weiteren Etappe von Tirreno-Adriatico. Nachdem er bei der dritten Etappe des Giro d’Italia 2017 im Sprint seinen ersten Abschnitt bei einer Grand Tour gewonnen hatte, gelangen ihm bei dieser Rundfahrt drei weitere Etappensiege. Der Sportliche Leiter seiner Mannschaft Quick-Step Floors, Patrick Lefevere, erklärte angesichts dieser Erfolge, Gaviria werde dennoch nicht die Tour de France 2017 bestreiten („We don’t kill our riders“), aber im kommenden Jahr eine „geschützte Rolle“ innerhalb der Mannschaft bei den Klassikern erhalten.
Im Januar 2018 stürzte Gaviria auf der vierten Etappe der Vuelta a San Juan Internacional schwer bei einem Massensturz, der durch plötzlich auftretenden starken Seitenwind verursacht wurde, und musste die Rundfahrt anschließend abbrechen. Schon zwei Wochen später konnte er jedoch bei nationalen Straßenmeisterschaft starten. Kurz darauf gewann er drei Etappen und die Punktewertung des Rennens Colombia Oro y Paz und im Mai drei Etappen und die Punktewertung der Kalifornien-Rundfahrt. Bei der Tour de France entschied er zwei Etappen für sich und trug nach der ersten Etappe einen Tag lang das Gelbe Trikot.
Im April 2019 kündigte Fernando Gaviria an, sich für den Omnium-Bahnwettbewerb der Olympischen Spiele 2020 in Tokio qualifizieren zu wollen, was jedoch nicht gelang.  Auf der Straße gewann Gaviria beim Giro d’Italia 2019 die 3. Etappe
Im Frühjahr 2020 musste Gaviria nach Abbruch der UAE Tour ein Krankenhaus aufsuchen, da er mit dem SARS-CoV-2-Virus („Corona“) infiziert war. Am 27. März konnte er die Klinik genesen verlassen. Nach seiner Genesung gewann Gaviria u. a. den Giro della Toscana. Beim Giro d’Italia 2020 wurde er nach dem zweiten Ruhetag aus dem Rennen genommen, da er ohne Symptome auf COVID-19 erneut auf Sars-Cov-2 positiv getestet wurde.
2021 entschied Gaviria ein Etappe der Tour de Pologne, und im Februar 2022 zwei Etappen und die Punktewertung Tour of Oman. Kurz darauf wurde er zum dritten Mal positiv auf Corona getestet. Ende Februar stürzte er beim Rennen Omloop Het Nieuwsblad und erlitt einen komplizierten Schlüsselbeinbruch, so dass er für die Frühjahrsrennen ausfiel. 2023 gewann er jeweils eine Etappe der Vuelta a San Juan Internacional und der Tour de Romandie.

## Familie
Fernando Gaviria ist ein jüngerer Bruder der Radsportlerin Juliana Gaviria.

## Erfolge

### Straße

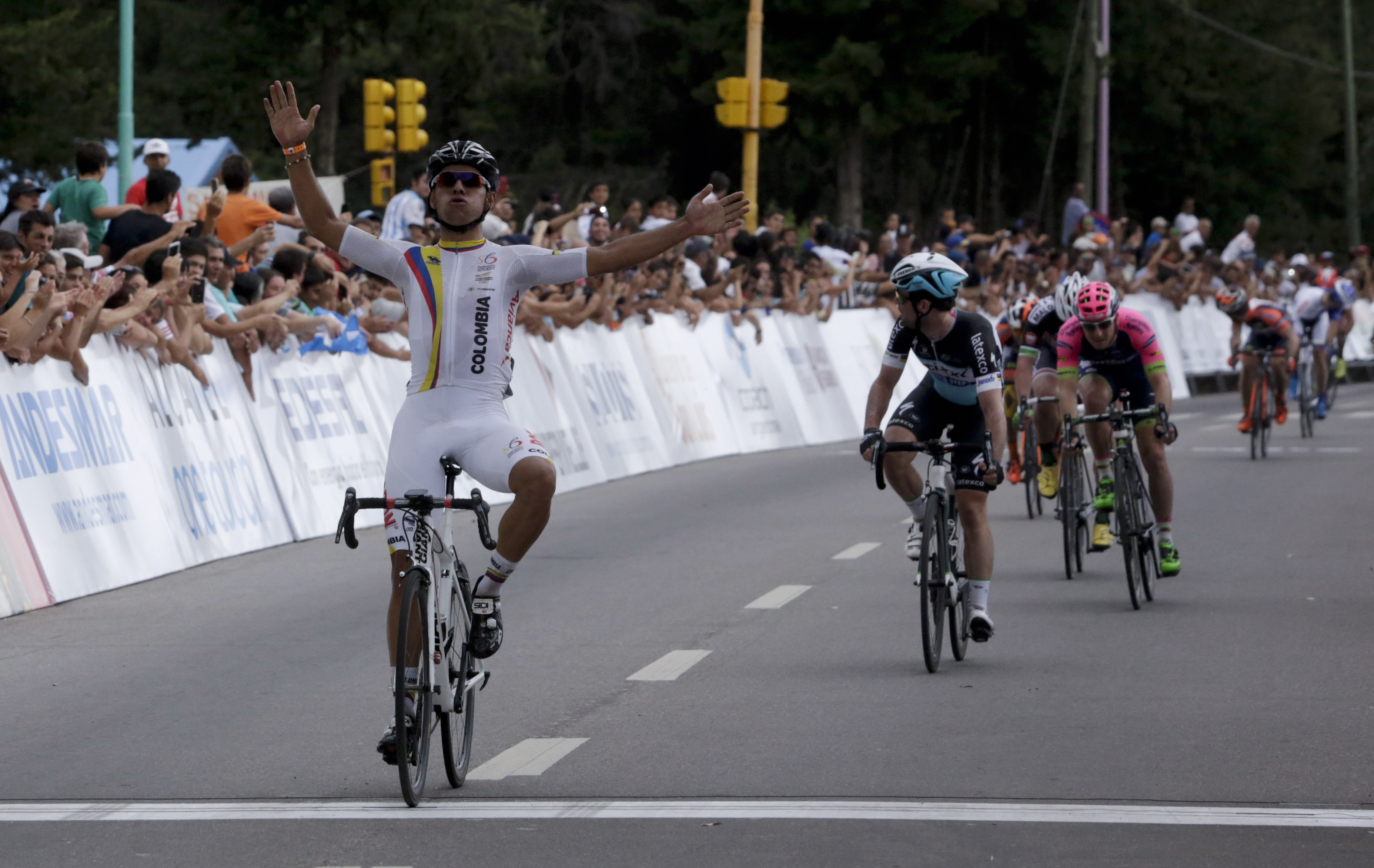
Gaviria gewinnt die dritte Etappe der Tour de San Luis 2015

2012
- Kolumbianischer Meister – Einzelzeitfahren (Junioren)

2014
- Zentralamerika- und Karibikspiele – Einzelzeitfahren
- Panamerikanische Radsportmeisterschaften – Straßenrennen (U23)

2015
- zwei Etappen Tour de San Luis
- eine Etappe und Mannschaftszeitfahren Czech Cycling Tour
- eine Etappe Tour of Britain

2016
- Mannschaftszeitfahren und eine Etappe Tour de San Luis
- eine Etappe und Punktewertung Tour La Provence
- eine Etappe Tirreno–Adriatico
- zwei Etappen Tour de Pologne
- Primus Classic Impanis-Van Petegem
- Paris–Tours

2017
- zwei Etappen Vuelta Provincia de San Juan
- eine Etappe Algarve-Rundfahrt
- eine Etappe Tirreno–Adriatico
- vier Etappen und  Punktewertung Giro d’Italia
- eine Etappe Tour of Britain
- Kampioenschap van Vlaanderen
- vier Etappen und Punktewertung Tour of Guangxi

2018
- eine Etappe Vuelta a San Juan Internacional
- drei Etappen und Punktewertung Colombia Oro y Paz
- drei Etappen und Punktewertung Kalifornien-Rundfahrt
- zwei Etappen Tour de France

2019
- zwei Etappen Vuelta a San Juan Internacional
- eine Etappe UAE Tour
- eine Etappe Giro d’Italia
- zwei Etappen Tour of Guangxi

2020
- drei Etappen und Punktewertung Vuelta a San Juan Internacional
- eine Etappe Burgos-Rundfahrt
- eine Etappe Tour du Limousin
- Giro della Toscana

2021
- ein Etappe Tour de Pologne

2022
- zwei Etappen und Punktewertung Tour of Oman

2023
- eine Etappe Vuelta a San Juan Internacional
- eine Etappe Tour de Romandie

2024
- eine Etappe Tour Colombia

### Bahn
2012
- Bahn-Juniorenweltmeisterschaften – Madison (mit Jordan Parra)
- Bahn-Juniorenweltmeisterschaften – Omnium

2013
- Panamerikanische Radsportmeisterschaften – Omnium
- Panamerikanische Radsportmeisterschaften – Mannschaftsverfolgung

2014
- Bahnrad-Weltcup in London – Omnium
- Zentralamerika- und Karibikspiele – Omnium
- Südamerikaspiele – Omnium

2015
- Weltmeister – Omnium

2016
- Weltmeister – Omnium

2023
- Panamerikameisterschaft – Omnium, Zweier-Mannschaftsfahren (mit Juan Esteban Arango), Mannschaftsverfolgung (mit Anderson Arboleda, Juan Esteban Arango und Juan Pablo Zapata)

## Grand-Tour-Platzierungen
| Grand Tour            | 2017 | 2018 | 2019 | 2020 | 2021 | 2022 | 2023 | 2024 |
| --------------------- | ---- | ---- | ---- | ---- | ---- | ---- | ---- | ---- |
| Giro d’ItaliaGiro     | 129  | –    | DNF  | DNF  | 109  | 128  | 118  | 137  |
| Tour de FranceTour    | –    | DNF  | –    | –    | –    | –    | –    | DNF  |
| Vuelta a EspañaVuelta | –    | –    | 147  | –    | –    | –    | –    | –    |